# Hichisō
Hichisō (jap. 七宗町 Hichisō-chō) – miasto w Japonii, na wyspie Honsiu, w prefekturze Gifu. Według danych na rok 2020 miejscowość zamieszkiwało 3 402 mieszkańców , a gęstość zaludnienia wyniosła 47,6 os./km².